# عتبة بن ربيعة
أبو الوليد عُتَبة بن ربيعة العبشمي القرشي الكناني (68 ق هـ - 2 هـ / 555م - 624م) من كبار وسادة وحُكَماء قبيلة قريش في الجاهلية، وأحد وُجهاء مكة، انتهت إليه سيادة بني عبد شمس من قريش، كان عُتَبة موصوفا بالرأي والحلم، خطيباً، نافذ القول، ضخم الجثة، عظيم الهامة، توفي أبوه ربيعة بن عبد شمس وهو صغير فنشأ يتيما في حجر ابن عمه حرب بن أمية بن عبد شمس. وقد شهد عُتَبة حرب الفجار بين قبائل كنانة وقبائل قيس عيلان وأصلح بين الفريقين ورضيت القبائل بحكمه وأوقفوا الحرب. قال مؤرج السدوسي: «كان عُتَبة بن ربيعة العبشمي من عظماء قبيلة قريش». وقَد أدَرك عُتَبة بعثة النبي محمد ﷺ وطغى ولم يُسَلم، ثم شهد غزوة بدر مع المشركين وقُتِل فيها على يد الصحابي حمزة بن عبد المطلب وكان له سبعين عاماً، وقُتِل معه أخوه شيبة بن ربيعة وابنه الوَليد بن عتبة.
ومن أولاده: الصحابي أبو حذيفة بن عتبة، والصحابي أبو هاشم بن عتبة، والصحابية هند بنت عتبة وهي والدة الخليفة الأموي معاوية بن أبي سفيان، والصحابية فاطمة بنت عتبة، والصحابية أم أبان بنت عتبة.

## نسبه
- هو: عُتَبة بن ربيعة بن عبد شمس بن عبد مناف بن قصي بن كلاب بن مرة بن كعب بن لؤي بن غالب بن فهر بن مالك بن النضر بن كنانة بن خزيمة بن مدركة بن الياس بن مضر العبشمي القرشي الكناني ويُكَنى بأبي الوليد.
- أمه هي: هند بنت المضرب واسمه عمرو بن وهب بن عمرو بن حجير بن عبد بن معيص بن عامر بن لؤي بن غالب القرشية الكنانية.[6][7]

## سيرته

### مولده ونشأته
ولد في مكة المكرمة قبل عام الفيل بثلاث سنوات، ونشأ في مكة وتعلم القراءة والكتابة والأنساب وأخبار العرب وتاريخ قريش على يد أفضل المعلمين في تهامة، كما تعلم عتبة الفروسية وفنون المبارزة وكان في طليعة الفرسان في حرب الفجار، وخاض فيها المعركتين الاخيرتين، وكان عتبة يتميز بطول القامة وقوة البنية.

### موقفه مع محمد رسول الله
في المسجد الحرام حيث كان النبي محمد ﷺ يجلس بمفرده ذهب عتبة، وجلس معه وبدأ حواره، ولأنه كان ذكيًّا فقد بدأ عتبة بن ربيعة الكلام وقد رتبه ونظمه، ونوّع فيه بين الإغراء والتهديد، وبين مخاطبة العقل ومناجاة القلب. ولا غرو فهو كما يقولون كان من الحكماء، ابتدأ عتبة كلامه يرفع من قدره بقصد إحراجه نفسيًّا قائلاً: يا ابن أخي، إنك منّا حيث قد علمت من السِّطَة -أي المنزلة- في العشيرة والمكان في النسب. ثم أتبع ذلك بالتلويح بما يعتبره جرائم ضخمة، لا يجب في رأيه أن تأتي من هذا الإنسان رفيع القدر قائلاً: إنك قد أتيت قومك بأمر عظيم، فَرَّقت به جماعتهم، وسفّهت به أحلامهم، وعبت به آلهتهم ودينهم، وكفرت به من مضى من آبائهم. يريد وبمنتهى الوضوح أنك متهم بزعزعة نظام الحكم في مكة، فما لك أنت والدين؟! دع الدين لأهل الدين، كان عليك أن تدعه للكهّان ومن يخدم الأصنام، أنت قد أقدمت على هذا العمل، وقد تسبب عنه لقومك كذا وكذا وكذا، وقد يكون ما أقدمت عليه هذا مجرد خطأ غير مقصود، ومن ثَمَّ -ولمنزلتك عندنا- سنعرض عليك أمورًا فاختر منها ما شئت. بهذه الطريقة يريد عتبة أن يخبر رسول الله أن هذه الاقتراحات التي سنطرحها عليك ليست مجرد اقتراحات مغرية فقط، بل إن مجرد رفض هذه الاقتراحات معناه توجيه وإثبات التهم الخطيرة عليك، والتي عقابها أنت تعلمه ولن أذكره لك. كان محمد يتفهم مثل هذا الأسلوب جيدًا، وكان يعلم أن هذه مساومة على الدين، فقال له مناديًا إياه بكنيته وبأحب الأسماء إليه: «قل يا أبا الوليد». يريد محمد أن يستوعب عتبة بن ربيعة، ويريد أن يعطيه فرصة للحديث حتى يعطيه بعد ذلك بدوره فرصة للسماع، قال عتبة يعرض لأمور غاية في الإغراء لأهل الدنيا:
يا ابن أخي، إن كنت إنما تريد بما جئت به من هذا الأمر مالاً جمعنا لك من أموالنا حتى تكون أكثرنا مالاً. وإن كنت تريد به شرفًا سَوّدناك علينا، حتى لا نقطع أمرًا دونك. وإن كنت تريد به ملكًا ملكناك علينا. وإن كان هذا الذي يأتيك رِئْيًا تراه لا تستطيع رده عن نفسك طلبنا لك الطب، وبذلنا فيه أموالنا حتى نبرئك منه، فإنه ربما غلب التابع على الرجل حتى يُداوى منه. وكان عتبة يقدم هذه العروض وهو يرى أنه يقدم أكبر تنازل قد حدث في تاريخ مكة كلها.
لم يقاطع النبي محمد ﷺ عتبة مرة واحدة، وقد تركه حتى فرغ تمامًا من حديثه، وبعد أن انتهى من حديثه قال له: «أقد فرغت يا أبا الوليد؟». أجابه عتبة: نعم. وهنا قال له محمد: «فاسمعْ مني». قال عتبة: أفعل. ولم يكن عتبة ليستطيع أن يرفض السماع، فكان مضطرًّا لأن يسمع حتى وإن كان على غير مراده، وفي محاولة لتعليم وهداية عتبة بدأ النبي محمد ﷺ في الحديث، فقال:
 ﴿حم ۝١ تَنْزِيلٌ مِنَ الرَّحْمَنِ الرَّحِيمِ ۝٢ كِتَابٌ فُصِّلَتْ آيَاتُهُ قُرْآنًا عَرَبِيًّا لِقَوْمٍ يَعْلَمُونَ ۝٣ بَشِيرًا وَنَذِيرًا فَأَعْرَضَ أَكْثَرُهُمْ فَهُمْ لَا يَسْمَعُونَ ۝٤ وَقَالُوا قُلُوبُنَا فِي أَكِنَّةٍ مِمَّا تَدْعُونَا إِلَيْهِ وَفِي آذَانِنَا وَقْرٌ وَمِنْ بَيْنِنَا وَبَيْنِكَ حِجَابٌ فَاعْمَلْ إِنَّنَا عَامِلُونَ ۝٥ قُلْ إِنَّمَا أَنَا بَشَرٌ مِثْلُكُمْ يُوحَى إِلَيَّ أَنَّمَا إِلَهُكُمْ إِلَهٌ وَاحِدٌ فَاسْتَقِيمُوا إِلَيْهِ وَاسْتَغْفِرُوهُ وَوَيْلٌ لِلْمُشْرِكِينَ ۝٦ الَّذِينَ لَا يُؤْتُونَ الزَّكَاةَ وَهُمْ بِالْآخِرَةِ هُمْ كَافِرُونَ ۝٧﴾. واكمل ﴿إِنَّ الَّذِينَ آمَنُوا وَعَمِلُوا الصَّالِحَاتِ لَهُمْ أَجْرٌ غَيْرُ مَمْنُونٍ ۝٨ قُلْ أَئِنَّكُمْ لَتَكْفُرُونَ بِالَّذِي خَلَقَ الْأَرْضَ فِي يَوْمَيْنِ وَتَجْعَلُونَ لَهُ أَنْدَادًا ذَلِكَ رَبُّ الْعَالَمِينَ ۝٩ وَجَعَلَ فِيهَا رَوَاسِيَ مِنْ فَوْقِهَا وَبَارَكَ فِيهَا وَقَدَّرَ فِيهَا أَقْوَاتَهَا فِي أَرْبَعَةِ أَيَّامٍ سَوَاءً لِلسَّائِلِينَ ۝١٠ ثُمَّ اسْتَوَى إِلَى السَّمَاءِ وَهِيَ دُخَانٌ فَقَالَ لَهَا وَلِلْأَرْضِ ائْتِيَا طَوْعًا أَوْ كَرْهًا قَالَتَا أَتَيْنَا طَائِعِينَ ۝١١ فَقَضَاهُنَّ سَبْعَ سَمَاوَاتٍ فِي يَوْمَيْنِ وَأَوْحَى فِي كُلِّ سَمَاءٍ أَمْرَهَا وَزَيَّنَّا السَّمَاءَ الدُّنْيَا بِمَصَابِيحَ وَحِفْظًا ذَلِكَ تَقْدِيرُ الْعَزِيزِ الْعَلِيمِ ۝١٢﴾ [فصلت:8–12]. ثم يرتفع التحذير والتهديد فيبلغ أقصاه حين قرأ: ﴿فَإِنْ أَعْرَضُوا فَقُلْ أَنْذَرْتُكُمْ صَاعِقَةً مِثْلَ صَاعِقَةِ عَادٍ وَثَمُودَ ۝١٣﴾. وجميعها آيات من سورة فصلت

### رجوعه إلى قومه
لم يتمالك عتبة نفسه عن عدم السماع، وقد أخذ به الرعب والهلع كل مأخذ، وكاد قلبه ينخلع، وشعر وكأن صاعقة ستنزل عليه في لحظة أو في لحظات، وفي حالة نسي فيها أمر عدائه، ونسي أمر المفاوضات، بل نسي مكانته وهيبته، قام فزعًا وقد وضع يده على فم النبي محمد صلى الله عليه وسلم وهو يقول: أنشدك الله والرحم، أنشدك الله والرحم. ومن فوره قام عتبة يجرُّ ثوبه يتبعثر فيه مهرولاً إلى قومه، لا ينظر خلفه، عيناه زائغتان، أنفاسه متقطعة، حتى دخل على زعماء قريش.
قال بعضهم: نحلف بالله لقد جاءكم أبو الوليد بغير الوجه الذي ذهب به. وحين جلس إليهم قالوا: ما وراءك يا أبا الوليد؟!
بدأ أبو الوليد عتبة يحكي تجربته، بدأ يتحدث وكأنه أحد الدعاة للإسلام فقال: ورائي أني سمعتُ قولاً والله ما سمعت مثله قَطُّ، والله ما هو بالشعر ولا بالسحر، ولا بالكهانة. يا معشر قريش، أطيعوني واجعلوها بي، وخلوا بين هذا الرجل وبين ما هو فيه، فاعتزلوه، فوالله ليكونَنَّ لقوله الذي سمعت منه نبأٌ عظيمٌ، فإن تصبه العرب فقد كفيتموه بغيركم، وإن يظهر على العرب فملكه ملككم وعزه عزكم، وكنتم أسعد الناس به. وفي ذهول تام ردوا عليه وقالوا: سحرك والله يا أبا الوليد بلسانه. فأجابهم برأيه متمسكًا: هذا رأيي فيه، فاصنعوا ما بدا لكم.

### معركة بدر
في يوم بدر، خرج عتبة بن ربيعة مع فرسان قريش لحماية القوافل، وحين وصلهم خبر سلامة قوافل أبي سفيان، قال:”ارجعوا واعصبوها برأسي وقولوا جبن عتبة” لكن فرسان قريش وعلى رأسهم عمرو بن هشام رفضوا العودة وقال:” ان نجت القوافل هذه المرة .. فهل تأمنون عليها في المرات المقبلة .. لا والله لا نرجع حتى نرد بدرا فنعسكر فيه وننحر الجزر ونطعم الطعام وتسمع بنا العرب وبمسيرنا وجمعنا فلا يزالون يهابوننا بعدها” فخرج عتبة للمبارزة وبارز الصحابي عبيدة بن الحارث وقتله حمزة بن عبد المطلب. ووجد في ابنه أبي حذيفة حزن وهو من المسلمين عندما وجد أباه قتيلا، فسأله الرسول عن ذلك فقال: لأنك تعرف رجاحة عقل أبي فكنت أتمنى أن يموت مسلما وهو ما أقره الرسول.

## عتبة بن ربيعة في السينما والتليفزيون
1. 1976 : [ فيلم] الرسالة [النسخة الإنجليزية]، قام بدور عتبة بن ربيعة  الممثل روبرت بروان.
2. 1976 : فيلم الرسالة، قام بدور عتبة بن ربيعة  الممثل عبد البديع العربي.
3. 2009 : مسلسل الوعد الحق، قام بدور عتبة بن ربيعة  الممثل سعد أردش.
4. 2009 : مسلسل صدق وعده، قام بدور عتبة بن ربيعة  الممثل مدحت مرسي.
5. 2012 : مسلسل عمر بن الخطاب،  قام بدور عتبة بن ربيعة  الممثل حسن الجندي.

## زوجاته وأولاده

### زوجاته
كان لعتبة بن ربيعة أربعة زوجات وهَّن:
- صفية بنت أمية بن حارثة بن الأوقص السلمية.
- خناس بنت مالك بن مضرب العامرية القرشية.
- فاطمة بنت صفوان بن أمية الكنانية.
- بَرة بنت زهير الدوسية الأزدية.

### أولاده
كَان له أحد عشر ولداً من الذكور وهَُمَ:
- الوليد بن عتبة بن ربيعة: وهو أكبر أولاده وبه كان عُتَبة يُكَنى بأبي الوليد، قُتِل في غزوة بدر كافراً مع أبيه وعمه شيبة بن ربيعة وأمه هي صفية بنت أمية السلمية.
- أبو الحكم بن عتبة بن ربيعة وأمه صفية السلمية.
- المُغَيرة بن عتبة بن ربيعة وأمه صفية السلمية.
- هاشم بن عتبة بن ربيعة وأمه صفية السلمية.
- هشام بن عتبة بن ربيعة وأمه صفية السلمية.
- عبد شمس بن عتبة بن ربيعة وأمه صفية السلمية.
- أبو هاشم بن عتبة بن ربيعة: صحابي جليل أسلم بعد فتح مكة وحسن إسلامه وشهد الفتوحات الإسلامية في بلاد الشام وتوفي في دمشق في خلافة ابن أخته معاوية بن أبي سفيان وأمه خناس بنت مالك العامرية وهو قول مصعب الزبيري وذكر البلاذري أن أمه صفية السلمية.
- أبو حذيفة بن عتبة بن ربيعة: صحابي جليل من السابقين الأولين أسلم قديماً في مكة المكرمة قبل الهجرة وشهد المشاهد كلها مع النبي محمد ﷺ وقُتِل في معركة اليمامة شهيداً وأمه فاطمة بنت صفوان الكنانية.
- حفص بن عتبة بن ربيعة وأمه فاطمة الكنانية.
- النُعَمان بن عتبة بن ربيعة وأمه برة بنت زهير الدوسية.
- ربيعة بن عتبة بن ربيعة وأمه برة الدوسية.

وكان له تسع بنات وهَّن:
- هند بنت عتبة بن ربيعة صحابية أسلمت بعد فتح مكة وهي والدة الخليفة الأموي معاوية بن أبي سفيان وأمها صفية السلمية.
- فاطمة بنت عتبة بن ربيعة صحابية أسلمت مع أختها هند بعد فتح مكة تزوجها قرظة بن عبد عمرو النوفلي القرشي في الجاهلية وولدت له ثم هَلك عنها فتزوجها عقيل بن أبي طالب الهاشمي ثم فارقها فتزوجها عبد الله بن عامر بن كريز العبشمي وأمها صفية السلمية.
- عاتكة بنت عتبة بن ربيعة تزوجها أبو أمية بن المغيرة المخزومي وولدت له الصحابية قريبة الصغرى بنت أبي أمية وأمها صفية السلمية.
- أمنة بنت عتبة بن ربيعة وأمها صفية السلمية.
- فاختة بنت عتبة بن ربيعة وأمها صفية السلمية.
- أم أبان بنت عتبة بن ربيعة صحابية تزوجها أبان بن سعيد بن العاص الأموي ثم قُتِل عنها شهيداً في معركة أجنادين فتزوجها بعده طلحة بن عبيد الله وولدت له إسحاق بن طلحة وأمها خناس العامرية.
- صفية بنت عتبة بن ربيعة تزوجها عبد شمس بن الشريد المخزومي القرشي.
- الفارعة بنت عتبة بن ربيعة تزوجها جندب بن عمرو بن حممة الدوسي.
- أم كلثوم بنت عتبة بن ربيعة تزوجها عبد الرحمن بن عوف وولدت له سالم الأكبر بن عبد الرحمن.